# Lilltjärnen (Äppelbo socken, Dalarna)
Lilltjärnen är en sjö i Vansbro kommun i Dalarna och ingår i Göta älvs huvudavrinningsområde.